# 狩場勉
狩場 勉（かりば つとむ、1959年3月13日 - ）は、日本の元俳優。身長175cm。本名・山先博（やまさき ひろし）。
愛媛県松山市出身。昭和第一学園高等学校卒業。

## 来歴
幼少期より映画鑑賞を趣味としており、映画に携わる仕事をするために一番手っ取り早いのが俳優だと思ったため、高校1年生の時に上京。劇団NLTに研究生として所属しながら、ファッションモデルをしていた。その後SOS企画に所属。
20歳の時、映画『絞殺』で主演デビューし、『日本の黒幕』や『ヒポクラテスたち』などに出演、勝田清孝事件をモチーフにした『連続殺人鬼 冷血』で主人公役の中山一也の幼馴染である京都府警の刑事役を演じたのち、俳優業を引退している。

## 人物・エピソード
- 祖父がアメリカ人のクォーターである[3]。
- 姉と妹がいる[2]。
- 好きな俳優はポール・ニューマン[2]。
- 『絞殺』は日本アート・シアター・ギルド（ATG）の多賀祥介プロデューサーが新藤兼人に紹介したことによって主演が決まる[5]。演劇経験がほとんどない分リアルな感情を引き出せること、家庭内暴力を振るう前の大人しい少年時代から不安定な精神状態になるまでのイメージに合致したため選ばれたという[2]。
- 『ヒポクラテスたち』については、大森一樹に脚本を渡されどの役がいいかと聞かれ、自分の素のキャラクターに近い大島役を選んだという[6]。

## 出演作品

### 映画
- 絞殺（1979年、ATG） - 狩場勉 役
- 日本の黒幕（1979年、東映） - 一光 役
- ヒポクラテスたち（1980年、ATG） - 大島修 役
- 風の歌を聴け（1981年、ATG） - 当り屋・学生風の男 役
- 連続殺人鬼 冷血（1984年、ジョイパックフィルム） - 福山松雄 役

### テレビドラマ
- 木曜座「水中花」（1979年、TBS）
- 手錠をかけろ! 第1話「ペンフレンド狙撃事件 函館」（1979年10月18日、フジテレビ）